# Dawn of the Dickies
Dawn of the Dickies è il secondo album in studio del gruppo musicale statunitense The Dickies, pubblicato nel 1979.

## Tracce
1. Where Did His Eye Go? – 3:41
2. Fan Mail – 3:04
3. Manny, Moe & Jack – 2:50
4. Infidel Zombie – 3:04
5. I'm a Chollo – 3:45
6. Nights In White Satin – 2:55
7. (I'm Stuck In a Pagoda With) Tricia Toyota – 2:52
8. I've Got a Splitting Hedachi – 2:29
9. Attack of the Mole Men – 3:41
10. She Loves Me Not – 1:13

## Formazione
- Leonard Graves Phillips – voce, piano, mellotron, organo
- Stan Lee – chitarra, voce
- Chuck Wagon – tastiera, chitarra, sassofono, voce, armonica
- Billy Club – basso, voce
- Karlos Kaballero – batteria